# Жанбусинова, Мадина Армановна
Жанбусинова Мадина Армановна (род. 15 декабря 1997 года, Акмола, Казахстан) — казахская шорт-трекистка, бронзовый призёр зимних Азиатских игр, зимней Универсиады и чемпионата четырёх континентов. Неоднократная чемпионка и призёр чемпионата Казахстана, республиканских чемпионатов и Кубков среди возрастных групп. Мастер спорта международного класса Республики Казахстан (2017). Выступает за Акмолинскую областную школу высшего спортивного мастерства.

## Биография
Мадина Жанбусинова родилась в городе Акмола, ныне Астана, где и начала заниматься шорт-треком приблизительно в 2007 году, в возрасте 10 лет под руководством своего первого тренера Лёвкина Евгения Михайловича. С 2012 года тренировалась в КГУ «Детско-юношеской спортивной школе № 2» акимата города Астана под руководством тренера высшего уровня квалификации высшей категории Камешевой Асель Кайратовны. В январе 2016 года Мадина дебютировала на чемпионате мира среди юниоров в Софии, а в декабре стала серебряным призёром чемпионата Казахстана среди юниоров в многоборье.
В 2017 году участвовала на чемпионате мира среди юниоров в Инсбруке, а также на домашней зимней Универсиаде в Алматы, где завоевала бронзовую медаль в женской эстафете, в составе Ким Йонг А, Анастасии Крестовой и Аниты Нагай. В том же году стала обладательницей бронзовой медали зимних Азиатских игр в Саппоро в женской эстафете, в том же составе. В сезоне 2017/2018 впервые выступала на Кубке мира в составе женской команды. В 2018 году она получила перелом ноги, и ей потребовалось около двух лет на восстановление. В 2021 году на чемпионате мира в Дордрехте Мадина стала 18-й в забеге на 1000 метров, а в многоборье поднялась на 22-е место. В марте 2022 года Мадина стала обладательницей золотой, серебряной и бронзовой медалей на чемпионате Казахстана на дистанциях 500, 1500 и 1000 метров соответственно.
В ноябре того же года на чемпионате четырёх континентов в Солт-Лейк-Сити Мадина стала 44-й в женской и 6-й в смешанной эстафетах. В марте 2023 года на чемпионате мира в Сеуле Жанбусинова дважды занимала 10-е место в смешанной и женской эстафетах и выиграла серебро чемпионата страны в многоборье, заняв 1-е место в забеге на 1000 метров и 2-е на 500 метров, а также выиграла золото в смешанной эстафете. В ноябре 2023 года в составе сборной участвовала на чемпионате четырёх континентов в Лавале и завоевала бронзовую медаль в женской эстафете. В марте 2024 года на чемпионате мира в Роттердаме заняла 22-е место на дистанции 1500 метров и 9-е в женской эстафете.

## Личная жизнь
Мадина Жанбусинова окончила Евразийский национальный университет им. Л. Н. Гумилёва по специальности «Физическая культура и спорт».